# N-Oxyde de N-méthylmorpholine
Le N-oxyde de N-méthylmorpholine, selon la nomenclature 4-méthylmorpholine 4-oxyde, abrégé NMO ou NMMO, est un composé organique. Cet amine oxyde hétérocyclique et dérivé de la morpholine est utilisé en chimie organique comme co-oxydant et catalyseur sacrificiel dans les réactions d'oxydation, par exemple dans les oxydations de tétroxyde d'osmium et la dihydroxylation asymétrique de Sharpless ou les oxydations avec TPAP. Le NMMO se trouve dans le commerce à la fois sous forme de monohydrate C5H11NO2·H2O et de composé anhydre. Le monohydrate est utilisé comme solvant pour la cellulose dans le procédé Lyocell pour produire des fibres de cellulose.

## Usages

### Solvant de cellulose
Le monohydrate de NMMO est utilisé comme solvant dans le procédé Lyocell pour la production de la fibre du même nom. Il dissout la cellulose pour former une solution appelée « dope », et la cellulose est reprécipitée dans un bain-marie pour produire une fibre. Le procédé est similaire mais différent de celui de la viscose. Dans le processus de viscose, la cellulose est rendue soluble par conversion en ses dérivés xanthate. Avec le NMMO, la cellulose est dissoute pour donner une solution de polymère homogène. La dilution avec de l'eau provoque la reprécipitation de la cellulose.
La cellulose reste insoluble dans la plupart des solvants car elle possède un réseau de liaisons hydrogène intermoléculaire solide et hautement structuré, qui résiste aux solvants courants. Le NMMO est capable de briser le réseau de liaisons hydrogène qui maintient la cellulose insoluble dans l'eau et d'autres solvants. Une solubilité similaire a été obtenue dans quelques solvants, en particulier un mélange de chlorure de lithium dans du diméthylacétamide et certains liquides ioniques hydrophiles.

### Dissolution des scléroprotéines
Une autre utilisation du NMMO est la dissolution de la scléroprotéine (trouvée dans les tissus animaux). Cette dissolution se produit dans les zones cristallines qui sont plus homogènes et contiennent des résidus glycine et alanine avec un petit nombre d'autres résidus. La façon dont NMMO dissout ces protéines est peu étudiée. D'autres études, cependant, ont été réalisées dans des systèmes amide similaires (c'est-à-dire hexapeptide). Les liaisons hydrogène des amides peuvent être rompues par le NMMO.

## Oxydant

Oxydation d'un alcène avec du tétroxyde d'osmium (0,06 éq.) et du NMMO (1,2 éq.) dans de l'acétone/eau dans un ratio de 5:1, à température ambiante, en 12 heures.

Le NMMO, en tant qu'amine oxyde, est un oxydant. Il est généralement utilisé en quantités stœchiométriques comme oxydant secondaire (un cooxydant) pour régénérer un oxydant primaire (catalytique) après que ce dernier a été réduit par le substrat. Les réactions de syn-dihydroxylation vicinales, par exemple, nécessiteraient, en théorie, des quantités stœchiométriques de tétroxyde d'osmium toxique, volatil et coûteux, mais si elles sont régénérées en continu avec du NMMO, la quantité requise peut être réduite à des quantités catalytiques.